# Carlos Droguett
Carlos Droguett (Santiago de Xile, 1912 — Suïssa, 1996) va ser un escriptor i periodista xilè. La seva literatura se centra en la psicologia humana des de diversos punts de vista. El 1970 va guanyar el Premi Nacional de Literatura del seu país.

## Obres
- Sesenta muertos en la escalera (1954)
- Eloy (1960)
- 100 gotas de sangre y 200 de sudor (1961)
- Supay el cristiano (1967)
- El compadre (1967)
- El hombre que había olvidado (1968)
- Todas esas muertes (1971)
- El hombre que trasladaba las ciudades (1973)
- Patas de perro (1979)